# Байфилд, Брюс
Брюс Байфилд (родился 13 мая 1958 года) — канадский журналист, который специализируется на теме свободного и открытого программного обеспечения.

## Биография
Он был пишущим редактором Linux.com, и его статьи публиковались на сайтах Datamation, LWN.net, Linux Developer Network и LinuxPlanet, всего написал более 1200 статей. Он также ведёт ежемесячный блог для сайта Linux Journal, который описывает популярное свободное программное обеспечение, такое как LibreOffice и Scribus. В марте 2004 года его статья «11 советов для перехода к OpenOffice.org» была на заглавной странице журнала. Также он ведёт еженедельный блог о свободном ПО и родственных темах для Linux Magazine. В дополнение к интернет-изданиям он публиковался в журналах Maximum Linux, Ubuntu User и New Internationalist, и ведёт колонку о командной строке для Linux Magazine. Его личный блог, Off the Wall, представляет собой сборник коротких персональных эссе.
Прежде чем стать журналистом, Байфилд был директором по маркетингу и коммуникациям в Progeny Linux Systems и менеджером по продукции Stormix Technologies. Он также проектирует курсы по электронному обучению и является консультантом по маркетингу и коммуникациям.
Байфилд живёт в Бернаби, Британская Колумбия. В дополнение к свободному и открытому программному обеспечению в круг его интересов входят попугаи, бег, фантастика, коллекционирование искусства индейцев, панк-фолк-музыка и вопросы лидерства. Он является соучредителем премии Зрелый студент в школе индейского искусства Фреды Дизинг, Северо-Западный общественный колледж, в настоящее время он является членом совета YVR Art Foundation.

## Книги
- Witches of the Mind: A Critical Study of Fritz Leiber. West Warwick: Necronomicon Press, 1991. ISBN 0-940884-35-6.
- Divination and Self-therapy: Archetype and Stereotype in the Fantasies of Fritz Leiber. Thesis (M.A.) — Simon Fraser University, 2001. ISBN 9780315592988
- Designing with LibreOffice. Friends of OpenDocument, Incorporated, 2015. ISBN 9781921320446